# Justicia chloanantha
Justicia chloanantha är en akantusväxtart som beskrevs av Emery Clarence Leonard. Justicia chloanantha ingår i släktet Justicia och familjen akantusväxter. Inga underarter finns listade i Catalogue of Life.